# Björn Björnström
Björn Björnström, född 18 juni 1928, död 9 september 2017 i Stockholm, var en svensk ämbetsman och socialdemokratisk politiker.
Björnström var ledamot av Stockholms kommunfullmäktige 1966-1973, ledamot av Stockholms kommunstyrelse från 1966 och ordförande för Stockholms stadskollegium från 1970, samt därefter ordförande för kommunstyrelsen 1970-1973.
Björnström var dessutom direktör för SABO 1970-1974 samt VD för AB Familjebostäder 1974-1988.